# Германские языки
Герма́нские языки — ветвь индоевропейской семьи, включающая в себя прагерманский язык и его языки-потомки, на которых говорят германоязычные народы. Современные языки — потомки прагерманского языка — распространены на территории ряда стран Западной Европы (Великобритания, Германия, Австрия, Нидерланды, Бельгия, Швейцария, Люксембург, Швеция, Дания, Норвегия, Исландия, Лихтенштейн), Северной Америки (США, Канада), юга Африки (ЮАР, Намибия), Азии (Индия), Австралии, Новой Зеландии.
Общее число говорящих на германских языках как на родных — около 450 млн человек.
Письменности этих языках в настоящее время все основаны на латинице; в прошлом для записи некоторых из них использовались также руны.
Это флективные языки, которым, в большинстве своём, свойственны два-три рода, два числа и от нуля до четырёх падежей. Значимыми в этих языках являются также чередования по аблауту. В фонетике наблюдается противопоставление долгих и кратких гласных; некоторым из этих языков свойственно музыкальное ударение.

## Классификация германских языков и диалектов
Языки-потомки прагерманского делятся на 3 группы: северную, западную и восточную.
«Кластеры» в целом соответствуют языкам в лингвистическом смысле слова с выделением хронологических периодов, хотя в последнее время в германоязычном мире возобладала тенденция к выделению более мелких единиц («наречий») в качестве отдельных языков.

### Западногерманская группа

#### Англо-фризская подгруппа
- Древнефранкский язык †
- Английский кластер
  - Древнеанглийский язык †
  - Среднеанглийский язык †
  - Английский язык
    - Йола †
    - Фингальский язык †

  - Шотландский язык
- Фризский кластер
  - Древнефризский язык †
  - Среднефризский язык †
  - Западнофризский язык
  - Восточнофризский язык
  - Севернофризский язык

#### Южногерманская подгруппа
- Нижнефранкский кластер
  - Древненижнефранкский язык †
  - Древненидерландский язык †
  - Средненидерландский язык †
  - Нидерландский язык
  - Африкаанс
  - Лимбургское наречие
- Нижненемецкий кластер †
  - Древнесаксонский язык †
  - Средненижненемецкий язык †
  - Нижненемецкий язык, вкл. нижнесаксонские диалекты †
- Верхненемецкий кластер
  - Древневерхненемецкий язык †
  - Средневерхненемецкий язык †
  - Немецкий язык (нововерхненемецкий)
  - Средненемецкие диалекты
    - Западносредненемецкое наречие
      - Люксембургский язык
      - Среднефранкский
      - Рейнскофранкский

    - Идиш (еврейский язык)
    - Вилямовский язык
    - Восточносредненемецкое наречие, на основе которого сложился немецкий литературный язык

  - Южнонемецкие диалекты
    - Северноюжнонемецкое наречие
    - Алеманнское наречие, вкл. швейцарский немецкий язык
    - Баварско-австрийское наречие
- Цимбрский язык

Современные диалекты нижненемецкого и верхненемецкого кластеров объединяются в понятие «немецкий язык», являясь функционально диалектами немецкого литературного языка. Это не относится к идишу и люксембургскому языку.
- Лангобардский язык † — точное положение среди германских языков неясно

### Скандинавская(северогерманская) группа
- Древнесеверный (древнескандинавский) язык †
- Островная подгруппа (выделилась из древненорвежского)
  - Исландский язык
  - Фарерский язык
  - Норн †
- Континентальная подгруппа
  - Западный кластер
    - Древненорвежский † (12-15 века)
    - Норвежский (нюнорск), особенно западные диалекты

  - Восточный кластер
    - Букмол (датско-норвежский)
    - Датский язык
    - Древнедатский язык † (12-15 века)
    - Сканское наречие
    - Шведский язык
    - Древнешведский язык † (12-14 века)
    - Древнегутнийский язык † (ассимилирован шведским языком)

### Восточногерманскаягруппа
Все языки из этой группы вымерли. По некоторым чертам она сближается со скандинавской группой, а рядом лингвистов даже включается в её состав.
- Готский язык †
  - Крымско-готский язык †
- Вандальский язык †
- Бургундский язык †
- Герульский язык †
- Гепидский язык †

Как отмечает современный германист В. Берков, ввиду постоянного взаимодействия германских языков между собой их современная генетическая классификация значительно отличается от исторической. В частности, скандинавская группа исторически состояла из западной (норвежский, исландский, фарерский) и восточной (датский, шведский) подгрупп; в настоящее же время, в результате взаимного проникновения языков, северогерманская группа подразделяется на континентальную (шведский, норвежский, датский) и островную (исландский, фарерский) подгруппы. То же самое наблюдается в случае с западногерманскими языками, от которых грамматически и лексически обособился английский язык; его носители полностью утратили возможность понимать носителей других западногерманских языков.

## История
Историю развития германских языков принято делить на три периода:
1. древний (от возникновения письменности до XI века) — становление отдельных языков;
2. средний (XII—XV века) — развитие письменности на германских языках и расширение их социального предназначения;
3. новый (с XVI века до настоящего времени) — становление и создание норм национальных языков.

В реконструируемом прагерманском языке ряд исследователей выделяет пласт лексики, не имеющей индоевропейской этимологии — так называемый догерманский субстрат. В частности, это большинство сильных глаголов, парадигму спряжения которых также невозможно объяснить из праиндоевропейского языка. Смещение согласных по сравнению с протоиндоевропейским языком — так называемый «закон Гримма» — сторонники гипотезы также объясняют влиянием субстрата.
Развитие германских языков от древности до наших дней связано с многочисленными переселениями их носителей. Германские диалекты древнейшей поры делились на две основные группы: скандинавскую (северную) и континентальную (южную). Во II—I веках до н. э. часть племён из Скандинавии переселилась на южное побережье Балтийского моря и образовала восточногерманскую группу языков, противопоставленную западногерманской (ранее южной) группе. Восточногерманское племя готов, продвигаясь к югу, проникло на территорию Римской империи вплоть до Пиренейского п-ова, где смешалось с местным населением (V—VIII века).
Внутри западногерманского ареала в I веке н. э. выделялись 3 группы племенных диалектов: ингвеонская, иствеонская и эрминонская. Переселение в V—VI веках части ингвеонских племён (англы, саксы, юты) на Британские острова предопределило развитие в дальнейшем английского языка. Сложное взаимодействие западногерманских диалектов на континенте создало предпосылки для образование древнефризского, древнесаксонского, древненижнефранкского и древневерхненемецкого языков. Скандинавские диалекты после их обособления в V веке от континентальной группы разделились на восточную и западную подгруппы; на основе первой позднее образовались шведский, датский и старогутнийский языки, на основе второй — норвежский, а также островные скандинавские языки — исландский, фарерский и норн.
Становление национальных литературных языков завершилось в Англии в XVI—XVII веках, в скандинавских странах — в XVI веке, в Германии — в XVIII веке. Распространение английского языка за пределы Англии привело к появлению его диалектов в США, Канаде, Австралии. Немецкий язык в Австрии представлен его австрийским вариантом, а в Швейцарии — швейцарским.

## Лингвистические черты
Отличительные особенности германских языков, выделяющие их среди других индоевропейских:
- динамическое ударение на первом (корневом) слоге,
- редукция безударных слогов,
- ассимилятивное варьирование гласных,
- общегерманское передвижение согласных,
- широкое использование аблаута как фономорфологического средства,
- образование слабого претерита с помощью зубного суффикса,
- два склонения прилагательных — сильное и слабое.

### Фонетика и фонология
Уже на древнейшей ступени своего развития германские языки обнаруживали, наряду со сходствами, и различия, свойственные каждой из групп в отдельности. В современных германских языках общие черты развития также проявляются в сходствах и различиях между ними. Исходная система общегерманского вокализма подверглась значительным изменениям как итог многочисленных фонетических процессов («великий сдвиг гласных» в английском языке, изменения в наборе и распределении долгих и кратких гласных в исландском и др.).
Германским языкам свойственно противопоставление кратких и долгих гласных, причём различия между некоторыми фонемами не только количественные, но и качественные. Дифтонги представлены почти во всех германских языках, но их количество и свойства различаются от языка к языку.
Для консонантизма обычно противопоставление глухих и звонких (исключение — исландский, датский и фарерский языки). Глухие взрывные согласные часто сопровождаются придыханием (за исключением нидерландского языка, где оно полностью отсутствует); исландские взрывные глухие согласные также могут быть преаспированными, то есть произноситься с придыханием перед согласным.
Свойственное германским языкам динамическое ударение в норвежском и шведском языках сочетается с музыкальным, в датском ему по происхождению соответствует так называемый толчок.

### Морфология
Грамматическому строю германских языков свойственна склонность к аналитизму, проявляющаяся в отдельных языках с разной степенью полноты (ср. аналитические английский и африкаанс с по большей части синтетическими исландским и фарерским). Наиболее четко она проявляется в именном склонении. Категория падежа в большинстве языков представлена оппозицией общего и родительного (притяжательного) падежей. Падежные отношения при этом выражаются преимущественно порядком слов и предложными конструкциями. Категория числа — двучленная (единственное — множественное), но показатели имеются только у множественного числа. Трёхродовая классификация существительных (мужской, женский, средний) сохраняется в 5 из 11 германских языков. В некоторых из них представлены только два рода — общий и средний, в английском и африкаанс категории рода нет. Свойственное германским языкам наличие двух типов склонения прилагательных — сильного и слабого — сохранилось в немецком и скандинавском языках, тогда как в нидерландском языке и африкаансе оно представлено в виде двух форм прилагательного.
Для системы спряжения характерно распределение глаголов по способу образования форм претерита: сильные образуют их с помощью аблаута, слабые используют зубной суффикс. Германские языки различаются как по набору, так и по употреблению временных форм: так, в английском языке их 16, в немецком, датском и африкаансе — всего 6. Широко представлены аналитические глагольные формы, состоящие из вспомогательных глаголов и неличных форм (будущее, перфект). Двучленная категория залога (действительный — страдательный) выражается личными формами или с помощью причастия II. Категория наклонения представлена противопоставлением индикатив/императив/конъюнктив, наибольшие различия по языкам отмечены по части содержания и выражения конъюнктива.

### Синтаксис
Для строя простого предложения в германских языках характерна склонность к строгому порядку слов, особенно глагола — сказуемого. Инверсия наблюдается в вопросительных, побудительных и придаточных предложениях.

### Лексика
Кроме слов из собственно индоевропейских германских корней, составлявших словарный состав прагерманского языка, в современных германских языках обнаруживается большое количество заимствований из других индоевропейских — латыни, французского, греческого и др. Слов романского происхождения особенно много в современном английском языке.
Носители германских языков также нередко заимствовали слова друг у друга: так, в континентальных скандинавских языках отмечается очень большое количество заимствований из нижненемецкого. Пуристическим по своей направленности является исландский язык — он почти не заимствует слова из других языков.
В словарном составе германских языков возможно наличие доиндоевропейских субстратных слов.

## Письменность
Древнейшие памятники, на которых обнаруживается германская письменность, выполнены рунами — старшими (VIII—IX вв.), младшими (IX—XII вв.), пунктированными (XI—XIII вв.). Латинское письмо появилось вместе с введением христианства в Англии с VII в., в Германии — с VIII в., в скандинавских странах — с конца XI в. (Исландия, Норвегия) и с XIII в. (Швеция, Дания). Использовались англо-саксонский и каролингский минускулы с добавлением ряда знаков для передачи звуков, отсутствовавших в латинском языке. Для записи вымершего готского языка также применялось готское письмо, основанное по большей части на греческом алфавите.